# Dejavnik tumorske nekroze
Dejavnik tumorske nekroze, tumor nekrotizirajoči faktor (TNF) ali kahektin (poimenovan tudi dejavnik tumorske nekroze alfa (TNF-alfa), saj je starinsko poimenovanje limfotoksina tudi dejavnik tumorske nekroze beta) je citokin, ki ga sproščajo aktivirani makrofagi. Po učinkih je podoben interlevkinu 1; je vnetni posrednik, posrednik reakcije akutne faze, endogeni pirogen, lizira tumorske celice in vitro in povzroči hemoragično nekrozo nekaterih eksperimentalnih tumorjev pri živalih. Njegova proizvodnja je najbolj izražena v že omenjenih makrofagih, vendar ga lahko proizvajajo tudi druge celice, kot so celice T pomagalke (limfociti CD4+), naravne celice ubijalke, nevtrofilci, pitanke (mastociti), eozinofilci in  živčne celice.

## Zgradba
TNF se v celicah prvotno sintetizira kot homotrimerna transmembranska beljakovina tipa II v dolžini 233 aminokislin. Velikost vsake podenote homotrimera je 17 kDa. S pomočjo membranskih metaloproteinaz TACE se membransko vezan TNF odcepi in nastane topna trimerna oblika TNF, ki se na ta način sprosti in potuje po krvi kot stabilen homotrimer velikosti 51 kDa. Biološko aktivni sta obe trimerni obliki TNF, torej membransko vezana in topna oblika.

## Vloga
Njegova primarna vloga je uravnavanje celic imunskega sistema. Kot endogeni pirogen lahko sproži porast telesne temperature in povzroči  programirano celično smrt (apoptozo), kaheksijo, vnetje ter zavre tumorigenezo in razmnoževanje virusov. Ima osrednjo vlogo pri vnetnem odzivu na okužbo (aktivacija imunskih celic, spodbujanje tvorbe drugih citokinov in kemokinov, neposredno citotoksično delovanje na različne celice, tvorba granulomov).
TNF deluje preko vezave na receptorje za TNF (TNFR);  poznamo dve vrsti receptorjev TNFR, TNFR1 in TNFR2. TNFR1 je izražen v večini tkiv in se aktivira s stikom bodisi na membrano vezanega ali pa topnega trimernega TNF. TNFR2  se nahaja v celicah imunskega sistema in se aktivira le z membransko vezano homotrimerno obliko TNF. Bistveno vlogo pri celičnem signaliziranju, posredovanem s TNF, imajo receptorji TNFR1.

### Vloga pri boleznih
Motnja v uravnavanju proizvodnje TNF je povezano s številnimi boleznimi. Številne avtoimune bolezni (na primer revmatoidni artritis, ankilozirajoči spondilitis, kronična vnetna črevesna bolezen, luskavica, hidradenitis suppurativa in refraktorna astma) so povezane s prekomernim delovanjem TNF. Motena regulacija TNF se povezuje tudi z drugimi boleznimi, kot so alzheimerjeva bolezen, rak in velika depresija. 